# Allen (Sámar del Norte)
Allen es un municipio filipino perteneciente a la provincia de Sámar del Norte, en la isla homónima de las Bisayas Orientales.

## Topónimo
El nombre indígena original de la localidad era Manipa-a, que los españoles bautizaron en el siglo XV como La Granja y los norteamericanos bautizaron en el siglo XX con el apellido del gobernador que habían impuesto a los filipinos tras perder estos su guerra de independencia de los USA.

## Barangayes
Los barrios o barangayes de Allen son:
- Bonifacio
- Cabacungan
- Calarayan
- Frédéric
- Gin·arawayan
- Imelda
- Jubasan
- Kinabranan Zona I (Población)
- Kinabranan Zona II (Población)
- Kinagitman
- Lagundí
- Lipata
- Londres
- Looc
- Sabang Zona I (Población)
- Sabang Zona II (Población)
- Santa Rita
- Tasvilla
- Victoria
- Villa Alejandro (Santiago)